# Башня Лёвеншеде
Башня Лёвеншеде (эст. Loewenschede torn) — башня средневековой крепостной стены города Таллина (улица Кооли, д. 7). Памятник архитектуры XIV века.

## История
Построена из плитняка на участке крепостной стены, окружившей вошедшую в начале XIV века в городскую черту территорию с монастырём Святого Михаила. Строительство закончено в 1373 году; диаметр башни составлял 10,7 м, а стены были 1,55 м толщиной. 
Названа именем олдермана (старейшины гильдии) Винанда Лёвеншеде. В ходе достройки к 1456 году толщина стен была увеличена до 2,3 м, а высота башни до 24,2 м.

## Современность
Первый и второй этажи башни перепрофилируются под устройство керамической мастерской. На верхнем этаже оборудуется зал на 60 человек.